# Symbole weksylologiczne
Symbole weksylologiczne zostały stworzone przez Whitney Smitha i zostały zatwierdzone przez MFSW.

## Użycie
Użycie ilustruje poniższa tabela:
|            | Do użytku       | Do użytku         | Do użytku       |
| prywatnego | publicznego     | wojskowego        |                 |
| ---------- | --------------- | ----------------- | --------------- |
| Na lądzie  | flaga cywilna   | flaga państwowa   | flaga wojenna   |
| Na morzu   | bandera cywilna | bandera państwowa | bandera wojenna |

## Główne symbole
| Symbol                                                     | Opis                                                        | Symbol                                                     | Opis                                                        |
| ---------------------------------------------------------- | ----------------------------------------------------------- | ---------------------------------------------------------- | ----------------------------------------------------------- |
| Flaga cywilna                                              | Flaga cywilna                                               | Flaga narodowa                                             | Flaga narodowa                                              |
| Flaga państwowa                                            | Flaga państwowa                                             | Bandera narodowa                                           | Bandera narodowa                                            |
| Flaga wojenna                                              | Flaga wojskowa                                              | Flaga państwowa i wojenna oraz bandera wojenna             | Flaga państwowa i wojskowa oraz bandera wojskowa            |
| Bandera cywilna                                            | Bandera cywilna                                             | Flaga państwowa oraz bandera cywilna i wojenna             | Flaga państwowa oraz bandera cywilna i wojskowa             |
| Bandera państwowa                                          | Bandera państwowa                                           | Flaga oraz bandera cywilna i państwowa                     | Flaga oraz bandera cywilna i państwowa                      |
| Bandera wojenna                                            | Bandera wojskowa                                            | Flaga oraz bandera państwowa i wojenna                     | Flaga oraz bandera państwowa i wojskowa                     |
| Flaga cywilna i państwowa                                  | Flaga cywilna i państwowa                                   | Flaga narodowa i bandera cywilna                           | Flaga narodowa i bandera cywilna                            |
| Flaga państwowa i wojenna                                  | Flaga państwowa i wojskowa                                  | Flaga narodowa i bandera państwowa                         | Flaga narodowa i bandera państwowa                          |
| Bandera cywilna i państwowa                                | Bandera cywilna i państwowa                                 | Flaga narodowa oraz bandera cywilna i państwowa            | Flaga narodowa oraz bandera cywilna i państwowa             |
| Bandera państwowa i wojenna                                | Bandera państwowa i wojskowa                                | Flaga narodowa oraz bandera państwowa i wojenna            | Flaga narodowa oraz bandera państwowa i wojskowa            |
| Cywilna flaga i bandera                                    | Cywilna flaga i bandera                                     | Flaga państwowa i wojenna oraz bandera narodowa            | Flaga państwowa i wojskowa oraz bandera narodowa            |
| Państwowa flaga i bandera                                  | Państwowa flaga i bandera                                   | Flaga cywilna i państwowa oraz bandera narodowa            | Flaga cywilna i państwowa oraz bandera narodowa             |
| Wojenna flaga i bandera                                    | Wojskowa flaga i bandera                                    | Flaga i bandera narodowa                                   | Flaga i bandera narodowa                                    |
| Bandera cywilna i wojenna                                  | Bandera cywilna i wojskowa                                  | Flaga cywilna i bandera wojenna                            | Flaga cywilna i bandera wojskowa                            |
| Flaga cywilna i bandera państwowa                          | Flaga cywilna i bandera państwowa                           | Flaga cywilna oraz bandera państwowa i wojenna             | Flaga cywilna oraz bandera państwowa i wojskowa             |
| Flaga cywilna oraz bandera cywilna i wojenna               | Flaga cywilna oraz bandera cywilna i wojskowa               | Flaga cywilna oraz bandera cywilna i państwowa             | Flaga cywilna oraz bandera cywilna i państwowa              |
| Flaga cywilna i bandera narodowa                           | Flaga cywilna i bandera narodowa                            | Flaga cywilna i wojenna                                    | Flaga cywilna i wojskowa                                    |
| Flaga cywilna i wojenna oraz bandera wojenna               | Flaga cywilna i wojskowa oraz bandera wojskowa              | Flaga cywilna i wojenna oraz bandera państwowa             | Flaga cywilna i wojskowa oraz bandera państwowa             |
| Flaga cywilna i wojenna oraz bandera państwowa i wojenna   | Flaga cywilna i wojskowa oraz bandera państwowa i wojskowa  | Flaga cywilna i wojenna oraz bandera cywilna               | Flaga cywilna i wojskowa oraz bandera cywilna               |
| Flaga oraz bandera cywilna i wojenna                       | Flaga oraz bandera cywilna i wojskowa                       | Flaga cywilna i wojenna oraz bandera cywilna i państwowa   | Flaga cywilna i wojskowa oraz bandera cywilna i państwowa   |
| Flaga cywilna i wojenna oraz bandera narodowa              | Flaga cywilna i wojskowa oraz bandera narodowa              | Flaga cywilna i państwowa oraz bandera wojenna             | Flaga cywilna i państwowa oraz bandera wojskowa             |
| Flaga cywilna i państwowa oraz bandera państwowa           | Flaga cywilna i państwowa oraz bandera państwowa            | Flaga cywilna i państwowa oraz bandera państwowa i wojenna | Flaga cywilna i państwowa oraz bandera państwowa i wojskowa |
| Flaga cywilna i państwowa oraz bandera cywilna             | Flaga cywilna i państwowa oraz bandera cywilna              | Flaga cywilna i państwowa oraz bandera cywilna i wojenna   | Flaga cywilna i państwowa oraz bandera cywilna i wojskowa   |
| Flaga państwowa i bandera wojenna                          | Flaga państwowa i bandera wojskowa                          | Flaga państwowa oraz bandera państwowa i wojenna           | Flaga państwowa oraz bandera państwowa i wojskowa           |
| Flaga państwowa i bandera cywilna                          | Flaga państwowa i bandera cywilna                           | Flaga państwowa oraz bandera cywilna i państwowa           | Flaga państwowa oraz bandera cywilna i państwowa            |
| Flaga państwowa i bandera narodowa                         | Flaga państwowa i bandera narodowa                          | Flaga państwowa i wojenna oraz bandera państwowa           | Flaga państwowa i wojskowa oraz bandera państwowa           |
| Flaga państwowa i wojenna oraz bandera cywilna             | Flaga państwowa i wojskowa oraz bandera państwowa           | Flaga państwowa i wojenna oraz bandera cywilna i wojenna   | Flaga państwowa i wojskowa oraz bandera cywilna i wojskowa  |
| Flaga państwowa i wojenna oraz bandera cywilna i państwowa | Flaga państwowa i wojskowa oraz bandera cywilna i państwowa | Flaga wojenna i bandera państwowa                          | Flaga wojskowa i bandera państwowa                          |
| Flaga wojenna oraz bandera państwowa i wojenna             | Flaga wojskowa oraz bandera państwowa i wojskowa            | Flaga wojenna i bandera cywilna                            | Flaga wojskowa i bandera cywilna                            |
| Flaga wojenna oraz bandera cywilna i wojenna               | Flaga wojskowa oraz bandera cywilna i wojskowa              | Flaga wojenna oraz bandera cywilna i państwowa             | Flaga wojskowa oraz bandera cywilna i państwowa             |
| Flaga wojenna i bandera narodowa                           | Flaga wojskowa i bandera narodowa                           | Flaga narodowa i bandera wojenna                           | Flaga narodowa i bandera wojskowa                           |
| Flaga narodowa oraz bandera cywilna i wojenna              | Flaga narodowa oraz bandera cywilna i wojskowa              | Inne                                                       | Inne                                                        |

## Właściwości symboli
Właściwości symboli weksylologicznych:
|                                                          | Opis                                                     |
| -------------------------------------------------------- | -------------------------------------------------------- |
| Zwykła i de jure wersja flagi                            | Zwykła i de jure wersja flagi                            |
| Wersja proponowana w przeszłości, lecz nigdy nie używana | Wersja proponowana w przeszłości, lecz nigdy nie używana |
| Rekonstrukcja flagi, oparta o przeszłe obserwacje        | Rekonstrukcja flagi, oparta na przeszłych obserwacjach   |
| Rewers (odwrotna strona flagi)                           | Rewers (odwrotna strona flagi)                           |
| Akceptowany wariant flagi                                | Akceptowany wariant flagi                                |
| Alternatywna wersja flagi                                | Alternatywna wersja flagi                                |
| Wersja de facto                                          | Wersja de facto                                          |
| Flaga ma różne wizerunki po obu stronach                 | Flaga ma różne wizerunki po obu stronach                 |
| Flaga odczytywana od prawej do lewej strony              | Flaga odczytywana od prawej do lewej strony              |
| Wersja historyczna, obecnie niestosowana                 | Wersja historyczna, obecnie niestosowana                 |
| Symbol weksylologiczny                                   | Brak flagi                                               |